# Grøa
Grøa is een plaats in de Noorse gemeente Sunndal, provincie Møre og Romsdal. Grøa telt 484 inwoners (2007) en heeft een oppervlakte van 0,51 km².